# Tàng trữ ma túy
Tàng trữ/ sở hữu ma túy là tội phạm tàng trữ/ sở hữu một hoặc nhiều loại ma túy bất hợp pháp, cho mục đích cá nhân, phân phối, bán hoặc cách khác. Ma túy bất hợp pháp thuộc các loại khác nhau và câu khác nhau tùy thuộc vào số lượng, loại ma túy, hoàn cảnh và thẩm quyền. Một người có quyền sở hữu ma túy nếu họ có quyền kiểm soát thực tế đối với ma túy (họ có ma túy trong tay) hoặc nếu ma túy nằm trên người đó. Một người cũng có quyền sở hữu ma túy nếu họ có quyền lực và ý định kiểm soát việc sử dụng và sử dụng chúng.

## Luật pháp các nước
Chính sách ma túy của Hoa Kỳ quy định hình phạt cho tội tàng trữ và buôn bán ma túy bất hợp pháp có thể thay đổi từ một khoản tiền phạt nhỏ đến án tù. Ở một số bang, sở hữu cần sa được coi là một hành vi phạm tội nhỏ, với hình phạt tương đương với vi phạm tốc độ. Nói chung, tuy nhiên, tàng trữ ma túy là một hành vi phạm tội arrestable, với hậu quả kể cả tiền phạt lớn và có thể giam giữ hay quản chế.
Tại Singapore, 70% các vụ hành quyết là đối với các tội liên quan đến ma túy, trong đó bao gồm việc tàng trữ ma túy. Có một luật kiểm soát ma túy quốc gia được gọi là Đạo luật Lạm dụng Ma túy được sử dụng để đánh giá và xác định buôn bán ma túy. Sở hữu ma túy có thể bị phạt tù, caning (đánh đòn bằng gậy) và hình phạt tử hình, dựa trên lượng ma túy được kiểm soát mà một người sở hữu.